# 華建控股
華建控股有限公司，簡稱華建控股（英語：CIL Holdings Limited，港交所：0479），在80年代，由多名投資者創立，當時為香港經營銷售建材生意，現時經營分銷伺服器儲存、多媒體及通訊產品、放債及證券投資，前身為「建材控股有限公司」。
股份在1993年7月21日於港交所主板上市，現時由柯俊翔主理。
1999年4月，華建控股收購金獅亞洲股份，原有董事一併退任。
2013年6月19日，該公司認購倫敦上市LZYE GROUP PLC之股份，代價約為1,437,500英鎊（相當於約17,555,900港元）。

## 連結
- capitalfp.com.hk/eng/index.jsp?co=479 （页面存档备份，存于）